# Paragould
Paragould is een plaats (city) in de Amerikaanse staat Arkansas, en valt bestuurlijk gezien onder Greene County.

## Demografie
Bij de volkstelling in 2000 werd het aantal inwoners vastgesteld op 22.017.
In 2006 is het aantal inwoners door het United States Census Bureau geschat op 24.248, een stijging van 2231 (10,1%).

## Geografie
Volgens het United States Census Bureau beslaat de plaats een oppervlakte van
80,2 km², waarvan 79,8 km² land en 0,4 km² water.

## Plaatsen in de nabije omgeving
De onderstaande figuur toont nabijgelegen plaatsen in een straal van 24 km rond Paragould.